# 石井貫治
石井 貫治（いしい かんじ、1903年10月8日 - 1992年7月16日）は、日本の元俳優、元映画プロデューサーである。本名同じ。芸名の表記は石井 貫二、石井 寬治、石井 寛二と揺れがある。

## 出演作品
- 討れぬ仇（1927年、日活）
- 砂絵呪縛 第一篇（1927年、日活）
- 建国史 尊王攘夷（1927年、日活）
- 砂絵呪縛 第二篇（1927年、日活）
- 砂絵呪縛 完結篇（1927年、日活）
- 忠次旅日記 御用篇（1927年、日活）
- 続水戸黄門（1928年、日活）
- 裏切られ物（1928年、日活）
- 新版大岡政談 第一篇（1928年、日活）
- 新版大岡政談 第二篇（1928年、日活）
- 新版大岡政談 第三篇（1928年、日活）
- 維新の京洛 竜の巻 虎の巻（1928年、日活）
- 斬人斬馬剣（1929年、松竹）
- 大洋の心（1930年、日活）